# Oscar Arnold
Max Oscar Arnold, modernisiert Oskar Arnold, (* 29. März 1854 in Neustadt bei Coburg; † 27. Januar 1938 ebenda) war ein deutscher Unternehmer und Politiker. Anfang des 20. Jahrhunderts gehörte er zu den bekanntesten Persönlichkeiten im Coburger Land.

## Leben

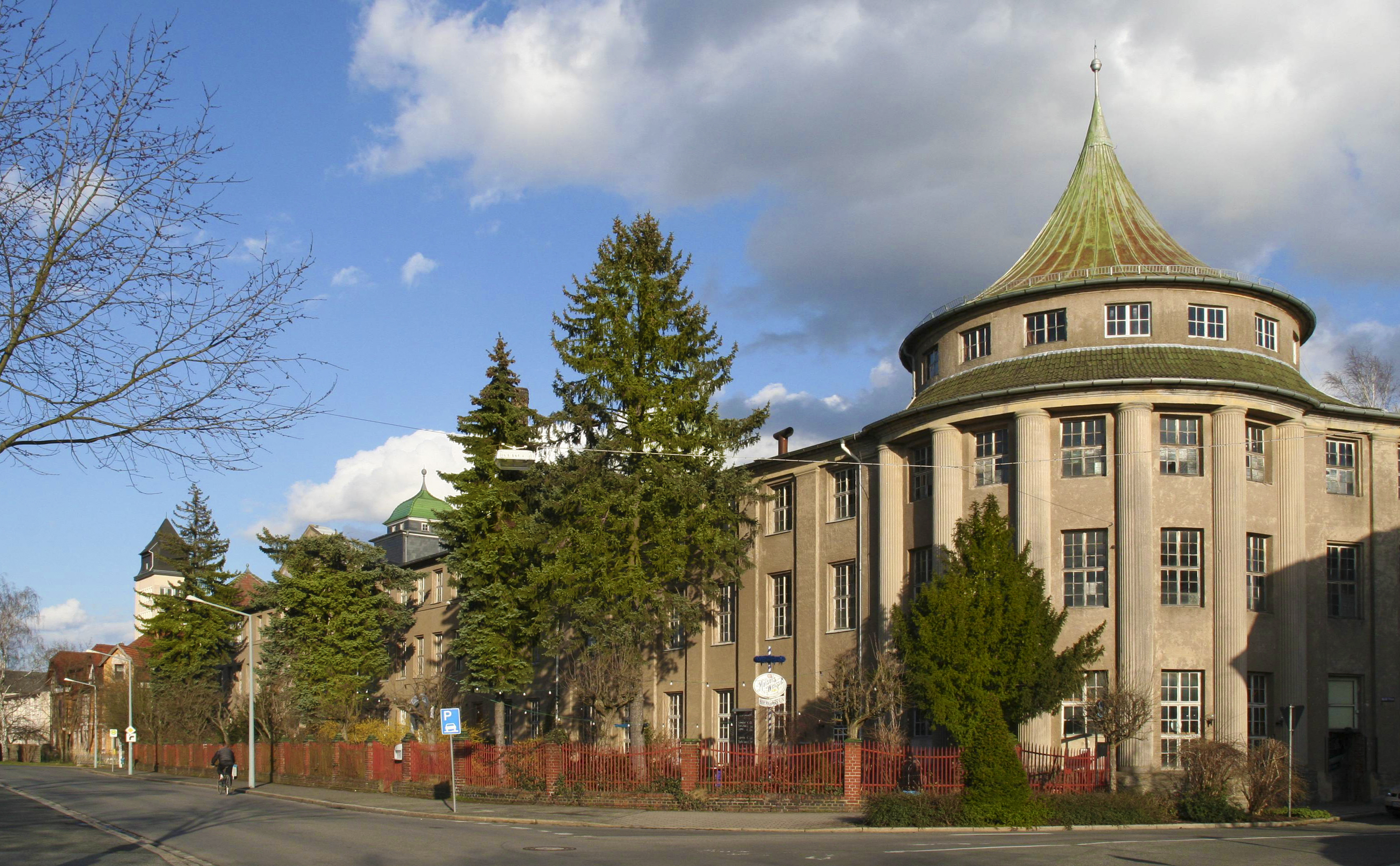
Ehemaliges Werk 1 in der Neustädter Bahnhofstraße

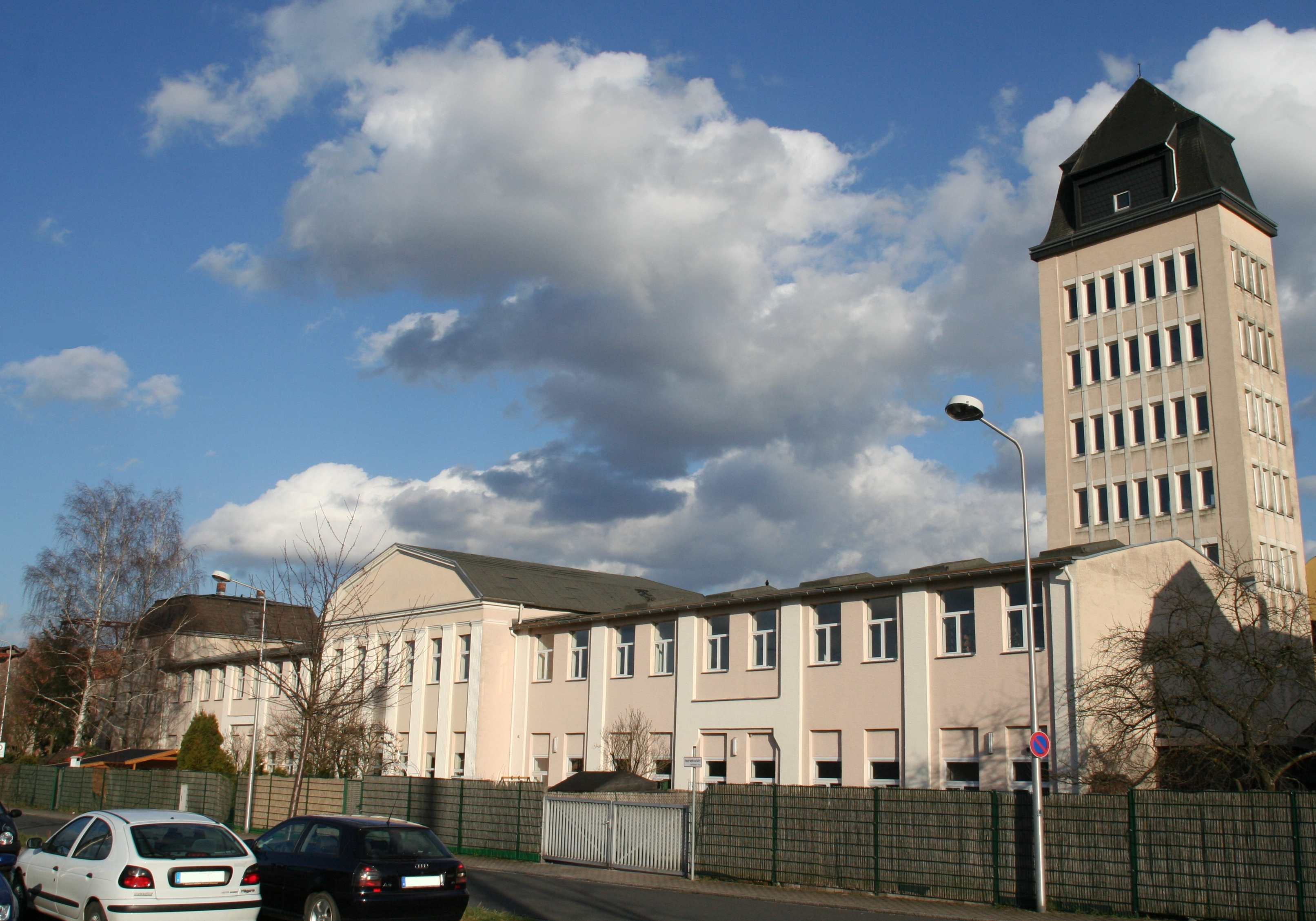
Ehemaliges Werk 2 mit Wasserturm in der Neustädter Bahnhofstraße

Oscar Arnold war das zweite von elf Kindern des Damenschneidermeisters Karl Arnold und dessen Frau Berta. Auf die Schulzeit in der Volksschule Neustadts folgte die Lehrzeit im elterlichen Geschäft und gleichzeitig der Besuch der Neustädter Industrie- und Gewerbeschule, wo er Zeichen- und Modellierunterricht nahm. Am 8. Dezember 1878 heiratete er Emilie Dorn, die sieben Söhnen und zwei Töchtern das Leben schenkte. Am bekanntesten wurde das vierte Kind, der Sohn Karl Arnold, als Zeichner des Simplicissimus.
Einen Tag nach der Heirat gründete Arnold ein Unternehmen, das Puppenbekleidung herstellte. Die Puppenkleider entwarf seine Frau. Die Puppenmanufaktur expandierte in den folgenden Jahren rasch und wurde schon 1884 unter dem Firmennamen M. Oscar Arnold Fabrik- und Handelsgeschäft (MOA) um die Puppenproduktion erweitert. Die hochwertigen Erzeugnisse gingen vor allem in den Export in die Vereinigten Staaten von Amerika. Im Jahr 1895 folgte die Eröffnung eines neuen, dreigeschossigen Fabrikgebäudes, das spätere Werk I, das am Bahnhof von Neustadt lag. In dieser Periode war auch der Bankier Georg von Siemens an der Gesellschaft beteiligt. Im Jahr 1900 begann mit dem Einstieg seines ältesten Sohnes Ernst in die Unternehmen als Prokurist die Beteiligung seiner Söhne an der Firmenleitung. Arnold & Co entwickelte sich mit bis zu 1000 Beschäftigten zu einer der größten Firmen in der stark exportorientierten Puppenindustrie und zu einem der wichtigsten Arbeitgeber in Neustadt. Die Firma stand im Ruf für gute Arbeitsbedingungen und guten Verdienst.
Im Ersten Weltkrieg stellte Arnold seine Fabrik, mit damals bis zu 2500 Beschäftigten, erfolgreich auf die Produktion von Geschosskörben und später Stielhandgranaten um. Das Unternehmen expandierte in den Jahren 1916 und 1917 durch den Neubau des Werkes II am Neustädter Bahnhof und 1919 mit dem Werk III, die übernommene Porzellanfabrik Gebrüder Knoch, südlich vom Bahnhof gelegen. Daneben gab es in Neustadt noch das Werk IV, eine Säge- und Schneidefabrik.
Da nach dem Ersten Weltkrieg die Puppenindustrie weiterhin keinen ausreichenden Absatzmarkt hatte, war Arnold zu einem erneuten Umschwenk in der Produktion gezwungen. Er entschloss sich zu einer Neupositionierung seiner Gesellschaft durch Herstellung von Möbeln und elektrotechnischen Bedarfsartikeln aus technischen Porzellanen. Im Jahr 1925 beschäftigte MOA noch 900 Mitarbeiter. Wegen hoher Verluste veranlasste die Bayerische Staatsbank als Hauptgläubiger im November 1925 die Anordnung der „Geschäftsaufsicht zur Abwendung des Konkurses“. 1926 kam es zwar zu einem Vergleich mit den Gläubigern. Die Folgen eines Großbrandes in der Fabrik im Jahr 1927, fehlende Bankkredite und eine nicht zustande gekommene durchgreifende Sanierung führten aber schließlich am 12. Oktober 1928 zur Schließung des Unternehmens.
In die folgende Zwangsvollstreckung mussten Oscar Arnold und sein Sohn Ernst ihr gesamtes Privatvermögen einbringen. Für 400.000 Reichsmark ersteigerte die Bayerische Staatsbank den gesamten Besitz, wobei die Liegenschaften allein schon auf den doppelten Wert geschätzt wurden. In den folgenden zehn Jahren bis zu seinem Tod lebte Arnold zurückgezogen und mittellos.
Arnolds Nachlass befindet sich im Staatsarchiv Coburg.

## Leistungen

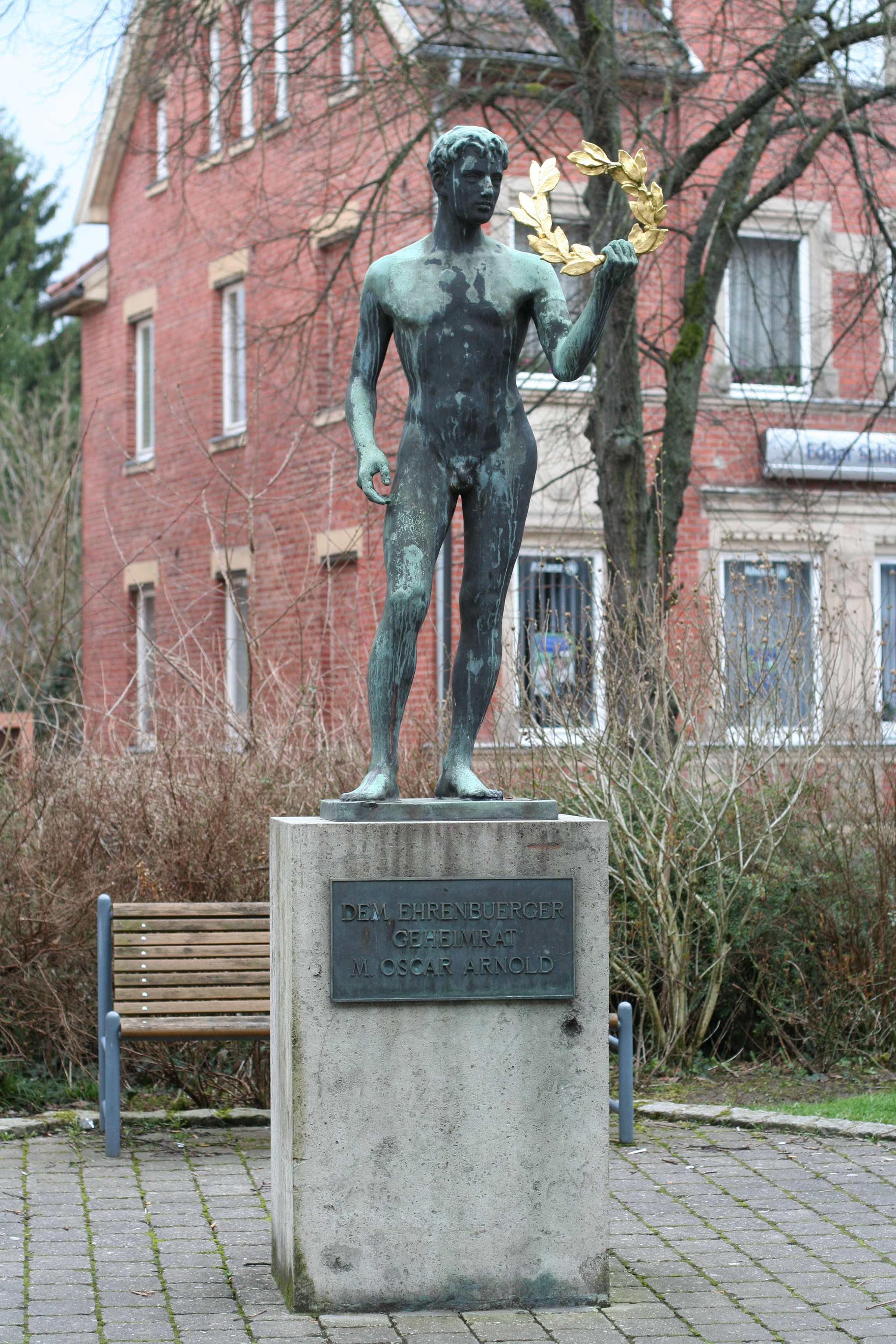
Denkmal für den Geheimrat M. Oscar Arnold

Arnold war gesellschaftlich und politisch stark engagiert.
So war er ab 1884, den Freisinnigen zugehörend, Mitglied des Coburger Landtages, dessen Vizepräsident er 1897 wurde. Im Jahr 1904 folgte schließlich die Wahl zum Präsidenten des Coburger Landtags, womit er zugleich Vizepräsident des gemeinschaftlichen Landtages des Doppelherzogtums Sachsen-Coburg und Gotha war. Zwischen 1914 und 1918 vertrat er, der Fortschrittlichen Volkspartei angehörend, den Reichstagswahlkreis Herzogtum Sachsen-Coburg-Gotha 1 als Mitglied des Deutschen Reichstags in Berlin. 1919 wählten ihn die Coburger in die Landesversammlung des Freistaates Coburg, deren Vizepräsident er wurde. Schließlich folgte nach dem Zusammenschluss des Freistaates Coburg mit Bayern von 1920 bis 1924 die Mitgliedschaft im Bayerischen Landtag als Abgeordneter der DDP.
Nachdem Anfang 1911 die Verwalter der Niederfüllbacher Stiftung, gegründet vom belgischen König Leopold II., fast das gesamte Stiftungsvermögen dem belgischen Staat überlassen hatten, investierte Arnold viel Zeit und Geld in Rechtsgutachten für eine Rückübereignung der Vermögenswerte zum Wohle des Coburger Landes. Im Jahr 1915 wurde er in den neuen Stiftungsvorstand berufen. Bedingt durch den Ersten Weltkrieg und die spätere Niederlage Deutschlands musste er allerdings alle Bemühungen gegen den belgischen Staat aufgeben.
Als Politiker war Arnold insbesondere stark um den Anschluss des Freistaates Coburg an den Freistaat Bayern im Jahr 1920 bemüht und hatte sich intensiv an den Verhandlungen im Jahr 1919 beteiligt. In einer Volksabstimmung entschieden sich im November 1919 die Coburger gegen einen Anschluss an das neue Land Thüringen und damit für einen Anschluss an Bayern. In den folgenden Jahren gehörte er dem Vorstand der neu gegründeten Coburger Landesstiftung an.
Arnold engagierte sich aktiv für die Verbesserung der Infrastruktur des Coburger Landes. Insbesondere die eisenbahntechnische Anbindung der Coburger Orte des Steinachtales an seine Heimatstadt Neustadt lag ihm am Herzen. Diese war schließlich mit der Einweihung der Steinachtalbahn im Jahr 1920 von Erfolg gekrönt. Auch beim Neubau des Landkrankenhauses Coburg war er stark engagiert. Von 1904 bis 1920 hatte der den Vorsitz der Verwaltungskommission des Krankenhauses inne, die insbesondere den wirtschaftlichen Betrieb überwachen sollte.
Darüber hinaus war er einer der Mitinitiatoren für die Restaurierung der Veste Coburg und Mitglied des Komitees zur Wiederherstellung der Veste, wofür er 40.000 Mark spendete. Nach den Plänen des Architekten Bodo Ebhardt wurde das Wahrzeichen des Coburger Landes ab 1909 für 6,9 Millionen Mark von Grund auf saniert und neu gestaltet. Die von Arnold organisierte Fertigstellungsweihe fand am 7. September 1924 im Rahmen eines Heimatfestes mit 50.000 Teilnehmern statt.

## Ehrungen
Arnold war Ehrenbürger seiner Heimatstadt Neustadt bei Coburg. Im Jahr 1950 wurde ihm zu Ehren auf dem Arnoldplatz ein Denkmal eingeweiht. Seinen Namen tragen das Arnold-Gymnasium Neustadt, ein Wanderweg vom Arnoldplatz zur Arnoldhütte auf dem Muppberg sowie seit 1995 der Max-Oscar-Arnold-Kunstpreis für zeitgenössische Puppenkunst, der im Rahmen des Internationalen Puppenfestivals in der Himmelfahrtswoche verliehen wird.